# ヴァリアタス
ヴァリアタス（学名：Xiphophorus variatus）は、カダヤシ目カダヤシ科に属する魚。メキシコのベラクルス州の北部とタマウリパス州の南部に生息する。

## 概要
メキシコ原産で、アメリカ合衆国（アリゾナ州、フロリダ州、ハワイ州）、コスタリカ、コロンビア、シンガポール、香港などに移入されている。日本では1991年に沖縄島で外来魚として報告されているが、2014年時点で定着は確認されていない。
外見はサザンプラティフィッシュに類似し、飼育や繁殖なども同様に容易である。卵胎生で繁殖し、平均で全長が7cm程度になる。サザンプラティフィッシュほどではないがアクアリウムにおいてもポピュラーで、背びれの伸びるハイフィンなどのタイプが作出されている。サザンプラティフィッシュに比べると体表に金属的な光沢が目立ち、鱗の縁が黒くなり亀甲のような模様になるのが特徴である。
サザンプラティフィッシュと容易に交雑するため、サザンプラティフィッシュの改良品種の作出に深く関わっている。サンセットプラティやワグプラティなどはヴァリアタスの交雑が強く影響しており、ヴァリアタスの特徴である黒く縁取られた鱗や光沢のある鱗を持っている。